# ستيوارت أوركهارت
ستيوارت أوركهارت (بالإنجليزية: Stuart Urquhart)‏ هو لاعب كرة قدم بريطاني في مركز الدفاع، ولد في 26 مارس 1995 في غلاسكو في المملكة المتحدة. شارك مع منتخب اسكتلندا تحت 17 سنة لكرة القدم. أما مع النوادي، فقد لعب مع دونفرملين أثلتيك وكوفنتري سيتي ونادي دمبرتون ونادي رينجرز.

## وصلات خارجية
- ستيوارت أوركهارت على موقع قاعدة بيانات كرة القدم.إي يو (الإنجليزية)
- ستيوارت أوركهارت على موقع Soccerbase.com (لاعب) (الإنجليزية)